# Матюшин Михайло Васильович
Михайло Васи́льович Матю́шин (1861, Нижній Новгород — 14 жовтня 1934, Ленінград) — російський художник, музикант, теоретик мистецтва, один з лідерів російського авангарду першої половини 20 ст. Композитор футуристичної опери «Перемога над Сонцем», 1910, що прославила Казимира Малевича.

## Біографія
З 1877 по 1881 рік навчався в Московській Консерваторії за класом скрипки, і потім працював скрипалем Придворного оркестру. З 1894 по 1905 рік відвідував Малювальну школу Товариства заохочення мистецтв, потім — школу-студію Я. Ф. Ционглинського.

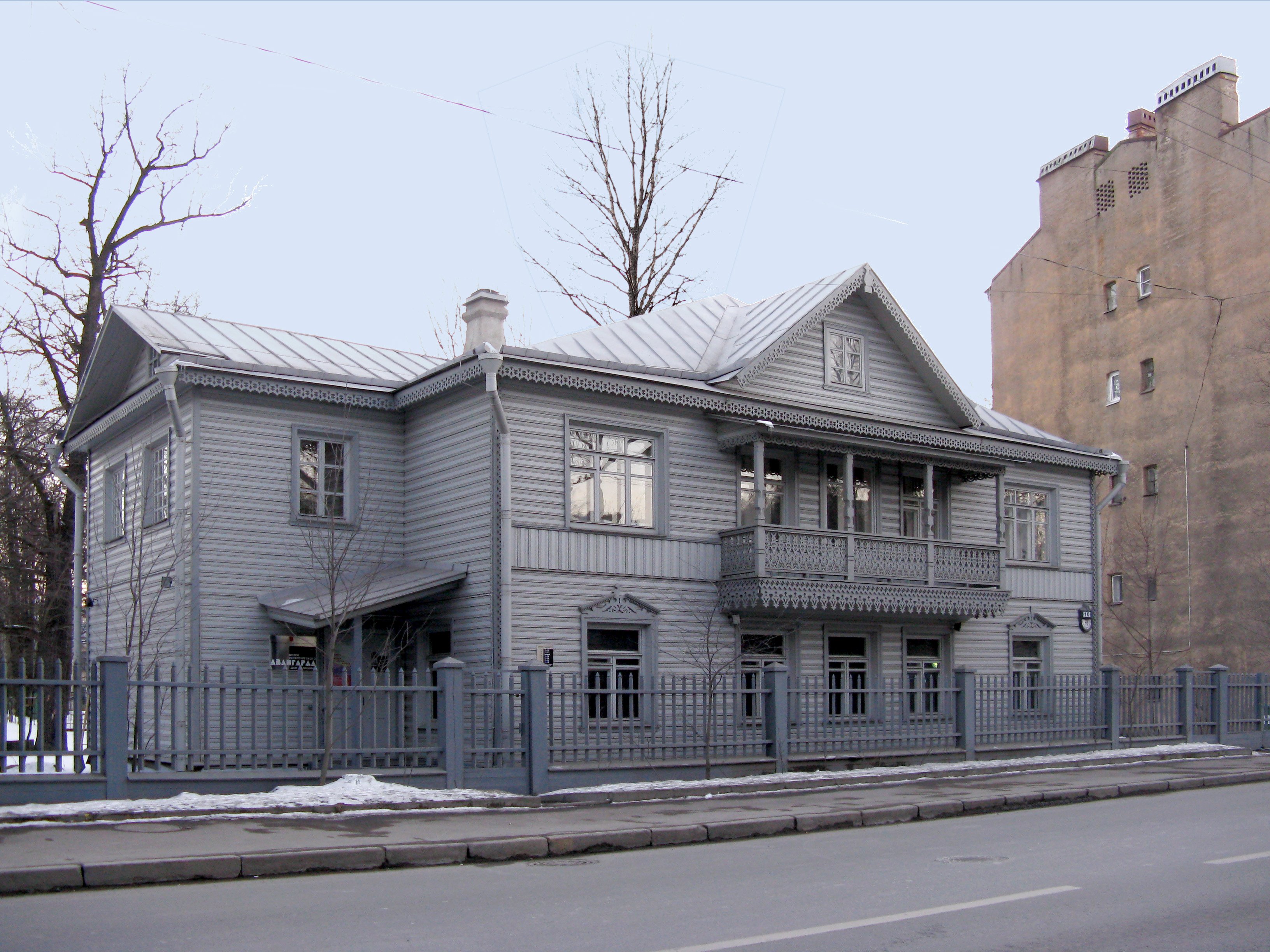
Будинок Матюшина

Матюшин і його дружина Олена Гуро входили в круг росіян кубофутуристів -«будетлян». Разом з ними там були: ( Давид Бурлюк, Василь Каменський,  Велимир Хлєбніков тощо. Вони зустрічалися у будинку Матюшиных на Пісочній вулиці в Петербурзі (нині Музей петербурзького авангарду на вулиці Професора Попова, Петроградська сторона). Там кубофутуристи заснували видавництво «Журавель», 1910 року вийшла перша збірка кубофутуристів «Садок судей».
До 1917 в цьому видавництві Михайло Матюшин випустив 20 футуристичних книг.
Похований в Мартишкіно (історичний район  міста Ломоносов).

## Творчий шлях

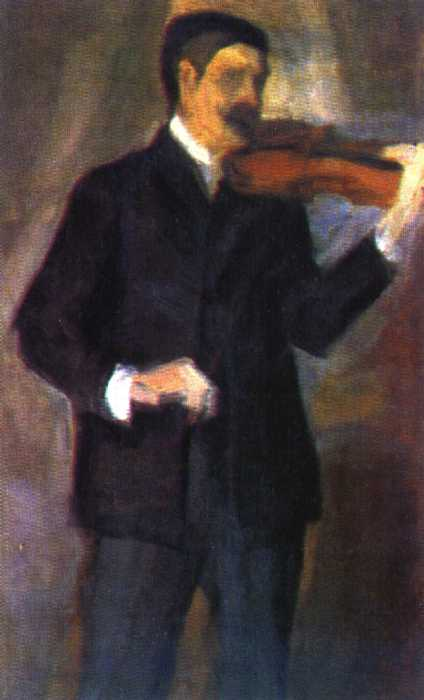
Матюшин на портреті роботи Олени Гуро, 1903

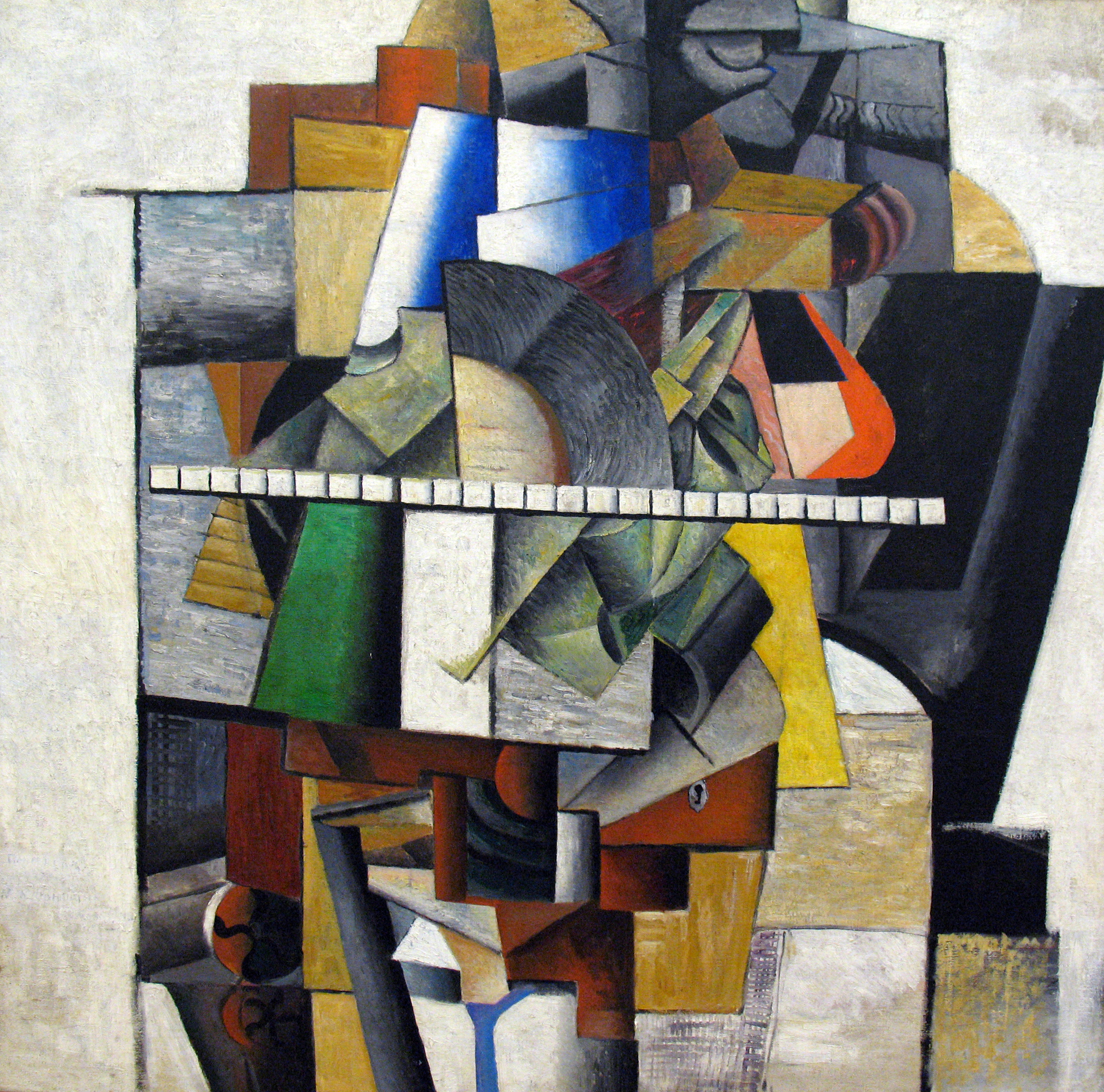
Портрет Михайла Матюшина (К. Малевич, 1913).

Михайло Матюшин, як і деякі інші художники того часу, пройшов через модернізм у бік авангарду. Його творчість далека від революційності й радикалізму інших представників авангарду. Його загострене почуття «іншого як себе», безперестанний погляд у самі глибини власних душевних і духовних переживань, стали його характерною особливістю. Творчий пошук, бажання аналізу, дозволили Матюшину стати педагогом і теоретиком нового мистецтва.
В нашому житті ми так вправно уміємо ховатися за слово або в нього виряджатися, що все що нас оточує, так насичується цією дією слова, що ми перестаємо помічати життя і значення усіх речей і їх самостійну цінність. Нове мистецтво… учить розуміти світ через простий безпосередній акт руху самого тіла, через міміку, жест.
І люди повільно, але вірно, навчаючись цій мові, обженуть своє втомлене, стомлене слово, що приховувало так довго своїми запиленими, вицвілими завісами живе тіло природи і самої людини— Катерина Бобринська
.
У живописі, починаючи з середини 1910-х років, Матюшин розвивав ідею «розширеного розглядування», що виникла під впливом теорії «четвертого виміру» математика-теософа П. Д. Успенського. Разом зі своїми учнями він організував групу «Зорвед» (від «вЗОР» і «Відати»). Окрім духовного аспекту теорія розширеного розглядування включає ідею об'єднання присмеркового (точка зору до 180 градусів) і денного (точка зору близько 30-60 градусів) зору для збагачення вражень і знань про натуру.
В період роботи М. В. Матюшина в ДІНХУКу (Державний Інститут Художньої Культури) група «Зорвед» проводила дослідження в області дії кольору на спостерігача, в результаті яких були відкриті формотворні властивості кольору, — тобто вплив відтінку кольору на сприйняття форми спостерігачем. При тривалому спостереженні холодні відтінки роблять форму «незграбною», колір зірчить, теплі відтінки навпаки створюють відчуття округлості форми, колір круглиться.
Дослідники зараховують музику М.Матюшина до музичного авангарду. Вважають, що головним був пошук «нового світлочуття», «звукового світлоспостереження», який виражався як в його музиці так і в літературних маніфестах (маніфест М.Матюшина «До керівництва нових поділів тону») і в «артефактах», як, наприклад, перша футуристична опера «Перемога над сонцем».

## Сім'я
- Гуро Олена Генріхівна — друга дружина, поетеса і художниця.
- Матюшина (до шлюбу Громозова) Ольга Костянтинівна — третя дружина, письменниця.

## Публікації М. Матюшина
- О книге Метценже-Глеза «О кубизме» // Союз молодежи. № 3, Санкт-Петербург, 1913
- Футуризм в Петербурге // Первый журнал русских футуристов. № 1-2. Москва, 1914
- Руководство к изучению четвертого тона для скрипки. Петроград, 1915
- О выставке последних футуристов. // Весенний альманах «Очарованный странник». Петроград, 1916
- Закономерности изменяемости цветовых отношений. // Справочник по цвету. Москва-Ленинград, 1932. Переиздание: Михаил Матюшин. Справочник по цвету. Закономерность изменяемости цветовых сочетаний — М.: Д. Аронов, 2007. — 72 с. — ISBN 978-5-94056-016-4.
- О старой и новой музыке // Альманах Уновис № 1: Факсимильное издание. Подготовка текста, публикация, вступ. статья Татьяны Горячевой. — М., СканРус, 2003. — ISBN 5-932210-18-4.

## Пам'ять
- 2006 року в Санкт-Петербурзі відкрився Музей петербурзького авангарду, в домі на Пісочній вулиці, де жили Матюшин и Гуро (в наш час — вулиця професора Попова, будинок 10).